# Sei un fenomeno
(Paolo Bonolis)
Sei un fenomeno è stato un programma televisivo italiano di intrattenimento di 10 puntate ideato da Paolo Bonolis, Maurizio De Romedis e Gregorio Paolini, per la regia di Rodolfo Ruberti. Le puntate sono andate in onda su Canale 5 nella fascia pre serale del sabato dal 6 luglio al 7 settembre 1991.
In tale varietà, realizzato negli studi televisivi di Cologno Monzese, Bonolis presentava sia ai telespettatori sia al pubblico presente nello studio dei filmati mostranti imprese umane di ogni genere: curiosità, sfide di coraggio, esibizioni di talento artistico, competizioni sportive, pratiche culturali, invenzioni bizzarre, imprese da record, e altro ancora. I filmati provenivano praticamente tutti dall'estero e potevano appartenere a qualunque epoca, tanto che diversi erano in bianco e nero. Ad alcune puntate ha partecipato anche Luca Laurenti (che Bonolis chiamava "maestro"), invitato a commentare alcuni filmati mentre questi venivano trasmessi.
Molto spazio è stato dato all'illusionista David Copperfield, che Bonolis ha definito addirittura il "perno" del programma: di fatto ognuna delle 10 puntate ha trasmesso almeno una delle sue illusioni, tratte dagli speciali televisivi realizzati da Copperfield per la CBS. Alla fine della decima ed ultima puntata sono anche state riproposte 3 illusioni, definite da Bonolis tra le più leggendarie e che egli stesso ha commentato durante tale riproposizione: Death Saw, Grand Canyon Levitation e Statue Of Liberty Disappears.
Inoltre, sempre nella decima puntata, Bonolis ha spiegato che la redazione del programma ha ricevuto molte telefonate e lettere di apprezzamento da parte dei telespettatori per un filmato di Rudy Coby, un illusionista comico statunitense conosciuto come "Labman", una cui performance è stata trasmessa nella quinta puntata (3 agosto), e si è così deciso di ritrasmettere anche tale filmato.